# Markku Huhtanen
Markku Huhtanen, född 24 januari 1976 i Finland, död 13 mars 2006, var en bandyspelare i Ljusdals BK. Huhtanen omkom efter en olycka i Magaluf då han blev påkörd av en bil.
Huhtanens moderklubb var Narukerä, med vilka han vann Bandyligan 1999. Huhtanen spelade också fotboll i finska Tvåan med MuSa. Säsongen 1997 spelade han fem matcher i Tipsligan med FC Jazz.